# Zettai Karen Children
Zettai Karen Children (jap. 絶対可憐チルドレン, dt. „absolut bezaubernde Kinder“) ist eine Manga-Reihe des japanischen Zeichners Takashi Shiina, die von 2005 bis 2021 in Japan erschien. Das Werk wurde als Anime und Videospiel adaptiert und ist in die Genre Action und Comedy einzuordnen. 2022 wurde dem Manga der Seiun-Preis in der Kategorie Bester Comic verliehen.

## Inhalt
In der Zukunft gibt es eine große Anzahl von Menschen mit übernatürlichen Fähigkeiten (ESP), die daher auch für das Gemeinwohl genutzt werden sollen. Doch einige dieser besonders begabten Menschen missbrauchen ihre Macht, um Verbrechen zu begehen. Für den Umgang mit den übernatürlich begabten Kriminellen gründet die japanische Regierung die Organisation B.A.B.E.L. (Base of Backing ESP Laboratory). Diese kümmert sich um die Menschen mit übernatürlichen Fähigkeiten, sucht diese, bildet sie aus und beschützt sie.
50 Jahre später verfügt B.A.B.E.L. über drei Begabte der Stufe 7, die höchste erreichbare. Diese werden The Children genannt und sind alle drei junge Mädchen. So stellt sich für B.A.B.E.L. nun die Aufgabe, Kaoru Akashi, Shiho Sannomiya und Aoi Nogami zu erziehen, ihre Fähigkeiten auszubilden und vor allem zu verhindern, dass sie ihre Fähigkeiten gegen andere Menschen einsetzen.

## Veröffentlichung
Der Manga erschien von Juli 2005 bis Juli 2021 im Manga-Magazin Weekly Shōnen Sunday des Verlags Shogakukan. Die Einzelkapitel erschienen in 63 Sammelbänden. Der Manga entstand aus einer Kurzgeschichte, die im Juli 2003 im Magazin Shōnen Sunday Chō Zōkan veröffentlicht wurde. Im September 2004 wurden vier Prototyp-Kapitel in der Weekly Shōnen Sunday veröffentlicht.
Der 15. Band verkaufte sich in der ersten Woche nach seinem Erscheinen im Dezember 2008 über 79.000 mal und stand damit auf Platz 10 der wöchentlichen Manga-Charts in Japan.

## Adaptionen

### Anime
Das Studio Synergy SP produzierte 2008 eine 52-teilige – inklusive einer Spezialfolge zwischen 39 und 40 – Anime-Fernsehserie zum Manga, bei der Keiichirō Kawaguchi Regie führte. Das Charakterdesign entwarf Takahiro Kagami. Die Serie wird seit dem 6. April 2008 durch die Sender TV Ōsaka, TV Setouchi und TV Tokyo ausgestrahlt. Später begann die Ausstrahlung durch die Sender AT-X und Kids Station.

#### OVA
Am 16. Juli 2010 erschien eine OVA namens Zettai Karen Children – Aitazōsei! Ubawareta Mirai? mit demselben Produktionsstab.

#### Synchronisation
| Rolle           | japanischer Sprecher (Seiyū) |
| --------------- | ---------------------------- |
| Kaoru Akashi    | Aya Hirano                   |
| Shiho Sannomiya | Haruka Tomatsu               |
| Aoi Nogami      | Ryōko Shiraishi              |
| Kōichi Minamoto | Yūichi Nakamura              |
| Kyōsuke Hyōbu   | Kōji Yusa                    |

#### Musik
Die Musik der Serie komponierte Kōtarō Nakagawa. Für den Vorspann verwendete man bis Folge 26 Over the Future und ab Folge 27 My Wings von Karen Girl’s. Die Abspanntitel sind:
- Zettai love×love Sengen!! (絶対love×love 宣言!!; Folgen 1–13 und 46) von Aya Hirano, Ryōko Shiraishi und Haruka Tomatsu
- DATTE Daihonmei (DATTE大本命; Folgen 14, 26 und Spezialfolge) von Aya Hirano, Ryōko Shiraishi und Haruka Tomatsu
- Break+Your+Destiny (Folgen 27–39) von Koji Yusa, Yūichi Nakamura und Kishō Taniyama
- Sōshunfu (早春賦; Folgen 40–45 und ab 47) von Aya Hirano, Ryōko Shiraishi und Haruka Tomatsu

#### The Unlimited: Hyōbu Kyōsuke
Das Studio Manglobe animierte die Spinoff-Serie The Unlimited: Hyōbu Kyōsuke (THE UNLIMITED 兵部京介) um den Anführer von P.A.N.D.R.A und Antagonisten der Originalserie. Shishō Igarashi führt Regie, Shinichi Inotsume ist für die Drehbücher und Jun Takagi für Charakterdesign und Animationsregie verantwortlich. Die Musik wird wie bei der ersten Serie von Kōtarō Nakagawa komponiert. Die Hauptrolle von Hyōbu Kyōsuke wird erneut von Kōji Yusa übernommen. Die Erstausstrahlung begann am 8. Januar 2013 nach Mitternacht (und damit am vorigen Fernsehtag) auf TV Tokyo, sowie mit bis zu vier Tagen Versatz TV Osaka, TV Aichi, TV Setouchi, TVQ Kyūshū und TV Hokkaidō, sowie ab 17. Januar landesweit auf AT-X.

### Videospiel
Konami veröffentlichte im September 2008 ein Strategie-Rollenspiel, das auf dem Manga basiert. Das Spiel mit dem Titel Zettai Karen Children DS: Dai-4 no Children wurde für die Konsole Nintendo DS entwickelt.

### Light Novel
Am 21. Mai 2008 erschien die Light Novel Zettai Karen Children The Novels – B.A.B.E.L. Hōkai. Diese wurde von Gakuto Mikumo geschrieben und von Takashi Shiina illustriert.